# Heimanswetering
De Heimanswetering is een vaarweg in de gemeente Alphen aan den Rijn in de provincie Zuid-Holland. De Heimanswetering loopt vanaf de Oude Rijn bij Alphen aan den Rijn noordwaarts tot aan de grens met de gemeente Kaag en Braassem, dat wil zeggen tot aan de eerste (zuidelijkste) huizen van het dorp Woubrugge. Op dat punt gaat de Heimanswetering over in de Woudwetering. De Heimanswetering heeft vaarwegklasse IV en is 2,15 km lang. Over de Heimanswetering ligt één brug: de 's-Molenaarsbrug bij Alphen aan den Rijn.
Ten westen van de Heimanswetering liggen de Vrouwengeestpolder, de Polder Gnephoek en de buurtschap en bedrijventerrein Gnephoek. Ten oosten van de wetering ligt o.m. het grote bedrijventerrein Heimanswetering met een betonfabriek en de Alphense woonwijk Weteringpark.
De maximaal toelaatbare scheepsafmetingen zijn: 90 × 9,50 × 2,80 (L×B×D) m, voor grotere afmetingen is een vergunning nodig..
De Heimanswetering is een primair boezemwater binnen het Hoogheemraadschap van Rijnland en heeft een gemiddeld waterpeil van ca. 60 cm beneden NAP. De wetering is onderdeel van de Staande Mastroute van Zeeland naar het IJsselmeer, een van de drukste pleziervaartroutes van Nederland.

## De geschiedenis
De wetering werd rond 1200 gegraven voor de afvoer van het afgegraven veen uit het gebied. De Heimanswetering was de verbinding tussen het Leidsche Meer, waarvan het huidige Braassemermeer nog over is, en de waterweg tussen Utrecht en de Noordzee, nu Oude Rijn.
Rond 1660 werd een kanaal gegraven van de Gouwe naar de Kromme Aar, de Nieuwe Vaart. Dit om de vaarweg tussen Gouda en Amsterdam te bekorten. Dit kanaal kwam ter hoogte van de tegenwoordige Zegerplas in de Kromme Aar. Veel schippers kozen voor de nieuwe route richting Amstel door Ter Aar waardoor de Heimanswetering daarna minder druk werd bevaren.
Na opening van het Aarkanaal rond 1825 werd er nog minder vervoerd over de Heimanswetering, maar door de groei van het transport in Nederland veranderde dat rond 1920.
Na de oorlog werd in (1952/1953) de diepte van het kanaal vergroot en werd de Heimanswetering weer een belangrijk vaarwater. Kerosine voor Schiphol werd vanuit Rotterdam, door het centrum van Alphen via de Heimanswetering vervoerd. Na de aanleg van pijpleidingen kwam er een eind aan dit transport.